# تیمور خلیل

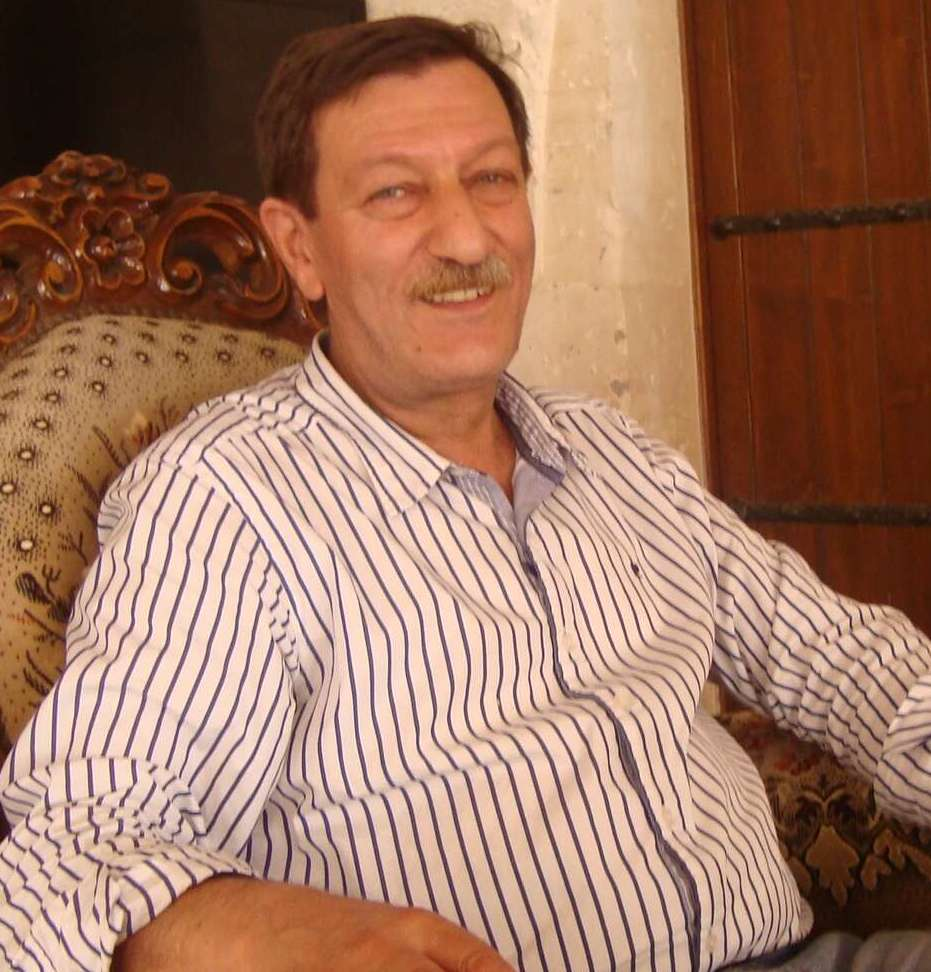
تیمور خلیل، نویسنده ترک و ایروانی خوش قلم

تیمور خلیل (انگلیسی: Têmûrê Xelîl؛ زادهٔ ۱۹۴۹) روزنامه‌نگار، نویسنده و مترجم معاصر ایزدی‌تبار اهل ارمنستان است که در سوئد زندگی می‌کند.

## زندگی‌نامه
وی در ۱۹۴۹ در ایروان به دنیا آمد . از سال ۱۹۸۱ تا ۱۹۸۴ ویراستار بخش کردی رادیو عمومی ارمنستان بود. از سال ۱۹۹۲ تا ۱۹۹۷ معاون روزنامه «Golos Kurda» که به مسائل کردها می‌پردازد و به زبان روسی منتشر می‌شود، بود.

## تالیفات

### ترجمه‌ها
- Kurdên Tirkîyê di dema herî nû da (Kurds of Turkey in the Modern Era), translation of M.A. Hasratyan's book, Kurdish Institute of Brussels, 1994.
- Pirsa Kurdan (1891 - 1917), translation of Курдистан и курдская проблема (Kurdistan and the Kurdish Problem) (1964) by M.S. Lazarev from Russian to Kurdish, Roja Nû Publishers, Stockholm, 1999, 496 p. , ISBN 91-7672-049-7
- Împêrîyalîzm û pirsa Kurdan (1917-1923), translation of Imperializm i Kurdskiy Vopros(Imperialism and the Kurdish Issue (1917–1923))(1989) by M.S. Lazarev from Russian to Kurdish, Roja Nû Publishers, Stockholm, 2002, 388 pp. , ISBN 91-7672-058-6